# جلال الدين حقاني
المولوي جلال الدين حقاني (1939 - 3 سبتمبر 2018) هو قائد سياسي وجهادي وعالم دين إسلامي سني سلفي. وهو معروف بقيادة قتال واسع ضد العدوان السوفييتي على أفغانستان في ثمانينات القرن العشرين الميلادي، وضد العدوان الأمريكي عليها في مطلع الألفية الثالثة. وقد كان قبل موته من قادة حركة طالبان الأفغانية وسبق أن عينته الحركة وزيرا للشؤون القبلية في حكومة إمارة أفغانستان الإسلامية. ولقد دعي من طرف حامد كرزاي لتولي منصب رئيس وزراء جمهورية أفغانستان الإسلامية.[بحاجة لمصدر]

## نسبه
ينتمي جلال الدين حقاني إلى قبيلة جادان، وهي قبيلة بشتونية في إقليم بكتيا.[بحاجة لمصدر]

## أبناؤه
له عدة أبناء أبرزهم هو سراج الدين حقاني القائد الحالي لشبكة حقاني التابعة لحركة طالبان الأفغانية.

## وفاته
هناك أنباء متضاربة هل هو قد مات أم تقاعد.